# تتاو (براندنبورگ)
تتاو (به آلمانی: Tettau) یک شهر در آلمان است که در اوبرشپریوالد-لاوزیتس واقع شده‌است. تتاو ۸۵۷ نفر جمعیت دارد.